# سره، فرانسه
سره، فرانسه (به فرانسوی: Céret) یک کمون در فرانسه با جمعیت ۷٬۷۸۵ نفر است که در Canton of Céret واقع شده‌است.